# Vương miện Tudor
Vương miện Tudor (Tiếng Anh: Tudor Crown), còn được gọi là Vương miện Henry VIII, là Vương miện hoàng gia và Vương miện nhà nước được sử dụng bởi các vị vua của Anh từ khoảng thời gian của Vua Henry VIII cho đến Nội chiến Anh năm 1649. Nó được mô tả bởi nhà sử học nghệ thuật Roy Strong, được xem là "một kiệt tác của nghệ thuật trang sức thời kỳ đầu của Tudor", [1] và hình thức của nó đã được so sánh với Vương miện Đế chế La Mã Thần thánh.